# 이별의 조각
〈이별의 조각〉(일본어: さよならのかけら 사요나라노카케라[*])는 코마츠 미호의 7번째 싱글이다.

## 개요
- 아메무라 오타운 레코드에서의 마지막 작품이며, 그녀의 첫 맥시 싱글에서의 작품. 원래는 8cm 싱글 CD로 발매할 예정(당시의 CD 번호는 AODS-1008)이었지만 형태가 변경됐다.
- 만남의 소중함과 헤어짐의 필연성을 컨셉트로 하고 있다. 가이드곡의 사양으로 본인은 가사를 고쳐쓸 예정이었지만, 갑자기 발매가 결정돼서 어두운 가사 그대로 나왔다.

## 수록곡
1. 이별의 조각(さよならのかけら)
  - 작사 · 작곡: 코마츠 미호, 편곡: 후루이 히로히토

TV 아사히계 《PAKU2구루멘보》 닫는 곡.
2. BOY FRIEND
  - 작사 · 작곡: 코마츠 미호, 편곡: 후루이 히로히토

원래 두 번째 음반 《코마츠 미호 2nd: 미래》의 제작 단계에서 수록예정이었으나 
수록이 미뤄져서 이 작품에서 음원화되었다. 
후에 세 번째 음반 《코마츠 미호 3rd: everywhere》에 수록된다.
3. 이벌의 조각 (original karaoke)
4. BOY FRIEND (original karaoke)